# Буревісник (Наурзумський район)
Буреві́сник (каз. Буревестник) — село у складі Наурзумського району Костанайської області Казахстану. Адміністративний центр та єдиний населений пункт Буревісницької сільської адміністрації.
Населення — 876 осіб (2021; 1573 у 2009, 1988 у 1999, 3513 у 1989).